# Fatima Robinson
Fatima Robinson (Little Rock, 1971) è una coreografa, ballerina e regista statunitense.
È una dei coreografi più importanti del mondo dei videoclip, soprattutto nel genere hip-hop, ed ha ottenuto molti premi e nomination grazie alle sue coreografie. Nota per aver creato i passi di tutti i video di Aaliyah, Robinson è responsabile delle movenze di video di moltissimi artisti, tra cui Prince, Michael Jackson, Black Eyed Peas, Mary J. Blige, Brandy, Backstreet Boys, Sia, Ja Rule, Monica, R. Kelly, Jay-Z e molti altri.

## Biografia
Si trasferisce a Los Angeles con sua madre e le sue due sorelle più piccole all'età di 4 anni. Dopo aver preso il diploma, sogna di aprire un salone di bellezza tutto suo proprio come sua madre; Fatima da adolescente riesce a prendere anche un diploma di estetista professionista, e inizia a lavorare come parrucchiera, ma comincia a scalpitare dentro di lei la voglia di ballare, che la spinge allo stesso tempo verso i club e le audizioni di danza.
La carriera nel mondo della danza nasce quando la ragazza, insieme ad una sua amica, vince un'audizione per ballerini, e a soli 21 anni arriva l'occasione per cambiare completamente vita, con la proposta che le arriva dal regista John Singleton di curare la coreografia del video Remember the Time di Michael Jackson, nel 1992.
Da lì in poi, Fatima inizia ad essere una dei coreografi più richiesti nel mondo della musica, per videoclip, concerti e spot pubblicitari, e diviene la coreografa numero 1 in campo hip-hop. Nel 1997 inizia anche la sua carriera nel mondo del cinema, quando le viene richiesto di curare la coreografia del film The Pest con John Leguizamo. Nel 1999 inizia anche a dirigere i video, con il brano All or Nothing di Athena Cage.

## Videografia da coreografa
1992
- Ma$e featuring Harlem World - I Like It
- Ma$e - Lookin' at me
- Michael Jackson - Remember the Time
- Bobby Brown - Humpin' around

1993
- Bobby Brown - Get away
- Whitney Houston - I'm Every Woman

1994
- Heavy D & the Boyz - Black coffee

1995
- Brandy - Baby
- Mary J. Blige - You Bring Me Joy

1996
- Dr. Dre - Been there, done that
- Aaliyah - One in a Million

1997
- Heavy D & the Boyz - Big daddy
- The Notorious B.I.G. - Hypnotize
- Aaliyah - 4 Page Letter
- Backstreet Boys - Everybody (Backstreet's Back)
- Aaliyah -Hot like Fire
- Backstreet Boys - As Long as You Love Me
- Busta Rhymes - Put Your Hands Where My Eyes Could See
- LSG - My Body

1998
- Faith Evans - Love like this
- Backstreet Boys - All I Have to Give
- Mýa featurinq Sisqò - It's All About Me
- Timbaland and Magoo - Clock Strikes
- Aaliyah - Are You That Somebody?
- Mel B featuring Missy Elliott - I Want You Back

1999
- Will Smith - Wild Wild West
- Backstreet Boys - Larger Than Life
- Maxwell - Let's not play the game
- Will Smith - Will 2 K

2000
- Santana - Maria Maria
- Aaliyah - Try Again
- Jessica Simpson - I Think I'm in Love with You
- No Doubt - Bathwater
- Sade - By Your Side

2001
- Mandy Moore - In My Pocket
- Samantha Mumba - Always come back to your love
- Aaliyah - We Need a Resolution
- Aaliyah - More Than a Woman
- Nelly Furtado - Turn Off the Light
- Aaliyah - Rock the Boat
- Mary J. Blige - Family Affair
- Macy Gray - Sexual Revolution

2003
- Ashanti - Rock wit U (Awww Baby)
- Monica - Get It Off
- R. Kelly - Snake

2004
- Black Eyed Peas - Hey Mama

2005
- Jessica Simpson - These Boots Are Made for Walkin'

2006
- Fergie - Fergalicious
- Under the Influence of Giants - Mama's room

## Videografia da regista
1999
- Athena Cage - All or Nothing

2000
- Shivaree - Bossanova
- Sia (cantante) - Taken for Granted
- Kandi - Cheatin' On Me

2001
- CeCe Winans - More than what I wanted
- Shaggy - Dance and Shout

2003
- Appleton - Everything eventually
- Truth Hurts - Ready Now

2004
- Black Eyed Peas - Hey Mama
- Ricky Fanté - It Ain't Easy (On Your Own)

2005
- Black Eyed Peas - My Humps

2006
- Fergie featuring Will.i.am - Fergalicious

2007
- Hilary Duff - Stranger

2013
- Fergie featuring Q-Tip e GoonRock - A Little Party Never Killed Nobody (All We Got)

2016
- Tini Stoessel - Got Me Started